# Curling-Europameisterschaft 1978
Die Curling-Europameisterschaft 1976 der Männer und Frauen fand vom 4. bis 9. Dezember in Aviemore in Schottland statt.

## Turnier der Männer

### Teilnehmer
| Dänemark                                                                                    | BR Deutschland                                                                          | England                                                                                 |
| ------------------------------------------------------------------------------------------- | --------------------------------------------------------------------------------------- | --------------------------------------------------------------------------------------- |
| Skip: Tommy Stern Third: Oluf Olsen Second: Steen Hansen Lead: Peter Andersen               | Skip: Hansjörg Herberg Third: Franz Schmidt Second: Wolfgang Metzeler Lead: Sigi Heinle | Skip: Ronald Thornton Third: John Kerr Second: Tony Atherton Lead: Michael Thompson     |
| Frankreich                                                                                  | Italien                                                                                 | Niederlande                                                                             |
| Skip: Robert Thierriaz Third: Joel Indergand Second: Alain Bagnaro Lead: Jean Louis Roux    | Skip: Giuseppe dal Molin Third: Enea Pavani Second: Giancarlo Valt Lead: Andrea Pavani  | Skip: Eric Harmsen Third: Robert Harmsen Second: Jack De Meyere Lead: Otto Veening      |
| Norwegen                                                                                    | Schweden                                                                                | Schweiz                                                                                 |
| Skip: Rolv Kr. Yri Third: Torger H. Sletten Second: Harald Rams Fjell Lead: Øystein Skyberg | Skip: Anders Thidholm Third: Hans Söderström Second: Anders Nilsson Lead: Bertil Timan  | Skip: Jürg Tanner Third: Jürg Hornisberger Second: Franz Tanner Lead: Patrick Lörtscher |
| Schottland                                                                                  |                                                                                         |                                                                                         |
| Skip: Jimmy Sanderson Third: Ian Baxter Second: Colin Baxter Lead: Willie Sanderson         |                                                                                         |                                                                                         |

### Round Robin
| Draw | Begegnung             | Resultat | Begegnung                | Resultat | Begegnung                 | Resultat | Begegnung                   | Resultat | Begegnung                    | Resultat |
| ---- | --------------------- | -------- | ------------------------ | -------- | ------------------------- | -------- | --------------------------- | -------- | ---------------------------- | -------- |
| 1    | Dänemark – Schweden   | 10-6     | Norwegen – Frankreich    | 11-3     | Italien – Niederlande     | 9-4      | BR Deutschland – Schottland | 7-4      | Schweiz – England            | 8-6      |
| 2    | Schweiz – Norwegen    | 6-4      | Schweden – Niederlande   | 10-5     | Italien – England         | 8-2      | Schottland – Dänemark       | 7-3      | BR Deutschland – Frankreich  | 7-6      |
| 3    | Italien – Norwegen    | 6-5      | Schweiz – BR Deutschland | 8-4      | Schweden – England        | 13-4     | Dänemark – Frankreich       | 7-6      | Schottland – Niederlande     | 14-6     |
| 4    | Frankreich – England  | 7-6      | Schweiz – Niederlande    | 18-4     | Schottland – Norwegen     | 7-6      | Schweden – BR Deutschland   | 9-5      | Dänemark – Italien           | 6-4      |
| 5    | Schweiz – Dänemark    | 5-4      | Norwegen – Niederlande   | 16-5     | Schottland – Italien      | 7-6      | BR Deutschland – England    | 12-1     | Schweden – Frankreich        | 8-5      |
| 6    | Schweden – Schottland | 8-1      | Frankreich – Niederlande | 10-8     | Dänemark – BR Deutschland | 12-3     | Schweiz – Italien           | 10-3     | Norwegen – England           | 10-5     |
| 7    | Schweiz – Frankreich  | 8-6      | Schweden – Italien       | 8-4      | Schottland – England      | 13-2     | Norwegen – BR Deutschland   | 6-3      | Dänemark – Niederlande       | 8-3      |
| 8    | Schweiz – Schweden    | 8-3      | Italien – BR Deutschland | 10-4     | Norwegen – Dänemark       | 10-4     | England – Niederlande       | 13-8     | Frankreich – Schottland      | 5-4      |
| 9    | Dänemark – England    | 10-5     | Schweiz – Schottland     | 6-4      | Schweden – Norwegen       | 7-6      | Italien – Frankreich        | 8-1      | BR Deutschland – Niederlande | 15-10    |

| Schlüssel | Schlüssel  |
| --------- | ---------- |
|           | Finale     |
|           | Halbfinale |

| Platz | Team           | Spiele | Siege | Ndlg. |
| ----- | -------------- | ------ | ----- | ----- |
| 1.    | Schweiz        | 9      | 9     | 0     |
| 2.    | Schweden       | 9      | 7     | 2     |
| 3.    | Dänemark       | 9      | 6     | 3     |
| 4.    | Schottland     | 9      | 5     | 4     |
| 5.    | Norwegen       | 9      | 5     | 4     |
| 6.    | Italien        | 9      | 5     | 4     |
| 7.    | BR Deutschland | 9      | 4     | 5     |
| 8.    | Frankreich     | 9      | 9     | 6     |
| 9.    | England        | 9      | 1     | 8     |
| 10.   | Niederlande    | 9      | 0     | 9     |

### Play-off
|  | Halbfinale | Halbfinale | Halbfinale |  |  | Finale | Finale   | Finale |
|  |            |            |            |  |  |        |          |        |
|  | 2          | Schweden   | 11         |  |  |        |          |        |
|  | 3          | Dänemark   | 3          |  |  | 1      | Schweiz  | 7      |
|  |            |            |            |  |  | 2      | Schweden | 6      |

### Endstand
| Platz | Land           |
| ----- | -------------- |
| 1     | Schweiz        |
| 2     | Schweden       |
| 3     | Dänemark       |
| 4     | Schottland     |
| 5     | Norwegen       |
| 6     | Italien        |
| 7     | BR Deutschland |
| 8     | Frankreich     |
| 9     | England        |
| 10    | Niederlande    |

## Turnier der Frauen

### Teilnehmer
| Dänemark                                                                                       | BR Deutschland                                                                               | England                                                                                          |
| ---------------------------------------------------------------------------------------------- | -------------------------------------------------------------------------------------------- | ------------------------------------------------------------------------------------------------ |
| Skip: Inger Torbensen Third: Lizzi Hallum Second: Lisbet Mikkelsen Lead: BAlice Peters         | Skip: Renate Grüner Third: Susi Kiesel Second: Irmi Wagner Lead: Valentina Fischer-Weppler   | Skip: Connie Miller Third: Susan Hinds Second: Christine Black Lead: Faeda Fischer               |
| Frankreich                                                                                     | Italien                                                                                      | Norwegen                                                                                         |
| Skip: Paulette Sulpice Third: Huguette Jullien Second: Suzanne Parodi Lead: Erna Gay           | Skip: Maria-Grazzia Lacedelli Third: Marina Pavani Second: Ann Lacedelli Lead: Tea Valt      | Skip: Bente Hoel Third: Herborg Pettersen Second: Maria Löfroth-Christensen Lead: Åse Wilhelmsen |
| Schweden                                                                                       | Schweiz                                                                                      | Schottland                                                                                       |
| Skip: Inga Arfwidsson Third: Barbro Arfwidsson Second: Ingrid Appelquist Lead: Gunvor Björhäll | Skip: Heidi Neuenschwander Third: Dorli Broger Second: Brigitte Kienast Lead: Evi Rüegsegger | Skip: Isobel Torrance Third: Marion Armour Second: Isobel Waddell Lead: Margaret Wiseman         |

### Round Robin
| Draw | Begegnung                   | Resultat | Begegnung                 | Resultat | Begegnung                | Resultat | Begegnung                   | Resultat |
| ---- | --------------------------- | -------- | ------------------------- | -------- | ------------------------ | -------- | --------------------------- | -------- |
| 1    | Schweden – BR Deutschland   | 19-1     | Schottland – Italien      | 12-1     | Schweiz – Frankreich     | 9-8      | Norwegen – England          | 18-7     |
| 2    | Schottland – Dänemark       | 10-6     | Schweden – Frankreich     | 8-7      | Norwegen – Italien       | 10-6     | England – Schweiz           | 10-8     |
| 3    | Frankreich – BR Deutschland | 14-4     | Dänemark – England        | 13-0     | Schweiz – Italien        | 12-4     | Schottland – Norwegen       | 9-6      |
| 4    | Schweiz – Norwegen          | 11-4     | BR Deutschland – Dänemark | 11-4     | Schweden – England       | 10-4     | Frankreich – Italien        | 7-3      |
| 5    | Schweden – Schweiz          | 8-7      | Frankreich – England      | 11-3     | Dänemark – Italien       | 9-8      | Schottland – BR Deutschland | 12-7     |
| 6    | Schottland – England        | 10-6     | Schweden – Dänemark       | 12-2     | Schweiz – BR Deutschland | 16-4     | Frankreich – Norwegen       | 15-3     |
| 7    | Italien – BR Deutschland    | 7-6      | Schottland – Frankreich   | 9-5      | Schweiz – Dänemark       | 9-7      | Schweden – Norwegen         | 9-4      |
| 8    | Schweden – Italien          | 7-4      | Dänemark – Norwegen       | 10-7     | Schweiz – Schottland     | 10-3     | BR Deutschland – England    | 14-3     |
| 9    | Frankreich – Dänemark       | 13-8     | BR Deutschland – Norwegen | 12-8     | Schweden – Schottland    | 6-3      | England – Italien           | 9-8      |

| Schlüssel | Schlüssel  |
| --------- | ---------- |
|           | Finale     |
|           | Halbfinale |

| Platz | Team           | Spiele | Siege | Ndlg. |
| ----- | -------------- | ------ | ----- | ----- |
| 1.    | Schweden       | 8      | 8     | 0     |
| 2.    | Schweiz        | 8      | 6     | 2     |
| 3.    | Schottland     | 8      | 6     | 2     |
| 4.    | Frankreich     | 8      | 5     | 3     |
| 5.    | BR Deutschland | 8      | 3     | 5     |
| 6.    | Dänemark       | 8      | 3     | 5     |
| 7.    | Norwegen       | 8      | 2     | 6     |
| 8.    | England        | 8      | 2     | 6     |
| 9.    | Italien        | 8      | 1     | 7     |

### Play-off
|  | Halbfinale | Halbfinale | Halbfinale |  |  | Finale | Finale   | Finale |
|  |            |            |            |  |  |        |          |        |
|  | 2          | Schweiz    | 7          |  |  |        |          |        |
|  | 3          | Schottland | 3          |  |  | 1      | Schweden | 11     |
|  |            |            |            |  |  | 2      | Schweiz  | 2      |

### Endstand
| Platz | Land           |
| ----- | -------------- |
| 1     | Schweden       |
| 2     | Schweiz        |
| 3     | Schottland     |
| 4     | Frankreich     |
| 5     | BR Deutschland |
| 6     | Dänemark       |
| 7     | Norwegen       |
| 8     | England        |
| 9     | Italien        |